# Dorina Böczögő

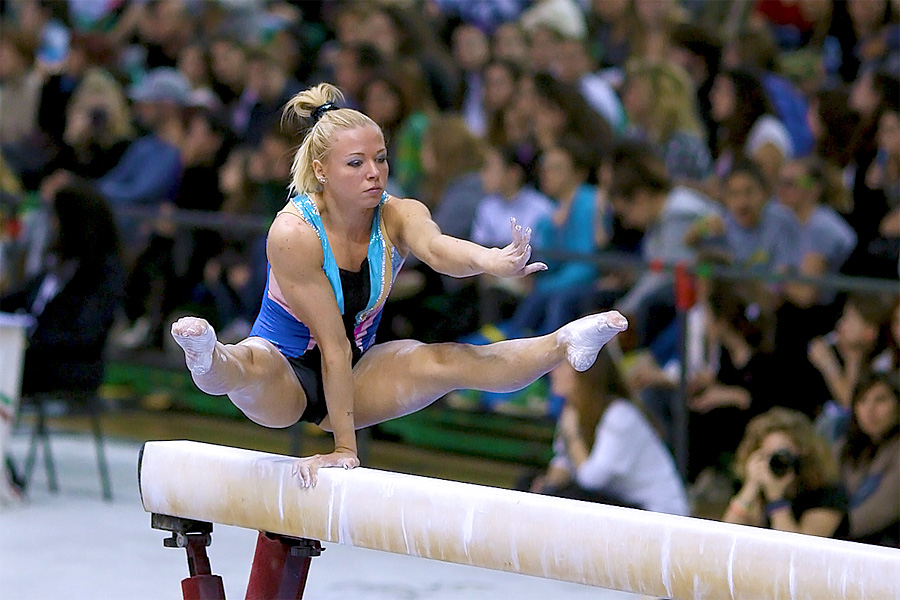
Böczögő în timpul unui exercițiu la bârnă, 2013.

Dorina Böczögő (n. 15 februarie 1992, Orosháza, Békés, Ungaria) este o gimnastă maghiară, care a concurat la Jocurile Olimpice de vară din 2008 și din 2012. Este de trei ori medaliată cu aur în seria Cupei Mondiale.

## Carieră

### 2007-2008
La Campionatele Mondiale din 2007, Böczögő a terminat pe locul 51 la individual compus, cu un scor total de 55.150. Fiind una dintre primii nouă sportivi dintr-o țară care nu s-a calificat prin plasamentul echipei, a câștigat un loc la Jocurile Olimpice de vară din 2008. La Jocurile Olimpice, Böczögő a terminat pe locul 52 la individual compus, cu un scor total de 54.450. A terminat pe locul 12 la sărituri și a fost la doar 0.013 distanță de a fi o rezervă pentru finala de la sărituri. La începutul aceluiași an, a concurat la Campionatele Europene de la Clermont-Ferrand, unde echipa maghiară a terminat pe poziția a treisprezecea. A terminat pe locul șaptesprezece la individual compus, cu un scor total de 53.300. 
Böczögő a concurat la mai multe evenimente din cadrul Cupei Mondiale din 2008. Primul a fost la Doha, în martie, unde s-a plasat a patra la sărituri. În aprilie, a concurat la Maribor și a terminat pe locul opt la sărituri. În mai, a terminat a șaptea la sărituri în Tianjin. Prima medalie la Cupa Mondială câștigată de Böczögő a fost un bronz la sărituri la Szombathely pe data de 4 octombrie 2008. De asemenea, a terminat pe locul cinci la paralele în cadrul aceluiași eveniment. Mai târziu în acea lună, Böczögő a câștigat primul ei aur la Cupa Mondială marcând un scor de 13.675 la sărituri, la Glasgow. De asemenea, a terminat pe locul patru la bârnă și la sol. A câștigat din nou aur la sărituri la Ostrava. A câștigat și o medalie de argint la sol cu un scor de 14.200, care a plasat-o cu doar 0.050 în spatele medaliatului de aur Jiang Yuyuan din China. Aceste rezultate au calificat-o pe Böczögő pentru finala Cupei Mondiale din 2008 la sărituri, unde a terminat pe locul cinci.

### 2009-2011
Böczögő a câștigat titlul național în Ungaria la individual compus în 2009, cu 55.700, cu 3,5 puncte mai bine decât Laura Gombás, clasată pe locul doi. Ea a câștigat titlurile naționale la sărituri, paralele inegale și bârnă, și a câștigat argint la sol, clasându-se în spatele lui Tünde Csillag. În noiembrie, a concurat la Cupa Mondială din Osijek, unde a terminat a șaptea la sărituri, a cincea la paralele inegale și a șasea a sol. La Campionatele Mondiale din 2009, Böczögő s-a calificat pe locul 30 la individual compus cu 51.750. 
În 2010, Böczögő a concurat la sărituri, paralele inegale și sol la Campionatele Europene pentru a ajuta echipa maghiară să termine  pe locul douăsprezece. În septembrie, a concurat la Cupa Mondială de la Ghent, terminând a cincea la paralele inegale și a șaptea la sol.

### 2012
La evenimentul de gimnastică artistică pentru probă olimpică 2012, Böczögő și Gombás s-au calificat pentru a reprezenta Ungaria la Jocurile Olimpice de vară din 2012. Cu toate acestea, doar una dintre ele a putut concura, iar CNO (Comitetul Național Olimpic) a decis să o trimită pe Böczögő. La Jocurile Olimpice de vară din 2012, Böczögő a terminat pe locul 49 la individual compus cu 50.599. 

## Istoric competitiv
| An   | Eveniment                       | Echipă | IC | S  | PI | B | Sol |
| ---- | ------------------------------- | ------ | -- | -- | -- | - | --- |
| 2007 | Cupa Leverkusen                 | 3      | 1  |    |    |   |     |
| 2007 | Campionate Mondiale             |        | 51 |    |    |   |     |
| 2008 | Cupa Mondială Doha              |        |    | 4  |    |   |     |
| 2008 | Campionatele Europene           | 13     | 17 |    |    |   |     |
| 2008 | Cupa Mondială Maribor           |        |    | 8  |    |   |     |
| 2008 | Cupa Mondială Tianjin           |        |    | 7  |    |   |     |
| 2008 | Jocurile Olimpice               |        | 52 | 12 |    |   |     |
| 2008 | Cupa Mondială Szombathely       |        |    | 3  | 5  |   |     |
| 2008 | Cupa Mondială Glasgow           |        |    | 1  |    | 4 | 4   |
| 2008 | Cupa Mondială Ostrava           |        |    | 1  |    |   | 2   |
| 2008 | Cupa Mondială Finală            |        |    | 5  |    |   |     |
| 2009 | Campionatele Naționale          |        | 1  | 1  | 1  | 1 | 2   |
| 2009 | Campionatele Mondiale           |        | 30 |    |    |   |     |
| 2009 | Cupa Mondială Osijek            |        |    | 7  | 5  |   | 6   |
| 2010 | Campionatele Europene           | 12     |    |    |    |   |     |
| 2010 | Cupa Mondială Ghent             |        |    |    | 5  |   | 7   |
| 2011 | Campionatele Europene           |        | 17 |    |    |   |     |
| 2011 | Cupa Mondială Ghent             |        |    | 4  |    |   |     |
| 2012 | Campionatele Europene           |        | 17 | 8  |    |   |     |
| 2012 | Cupa Mondială Maribor           |        |    | 2  | 8  | 6 |     |
| 2012 | Jocurile Olimpice               |        | 49 |    |    |   |     |
| 2012 | Memorialul Éva Kanyó            |        |    |    |    | 1 |     |
| 2014 | Cupa Mondială Doha              |        |    | 6  | 5  | 5 | 6   |
| 2014 | Cupa Mondială Osijek            |        |    | 7  |    |   |     |
| 2014 | Campionatele Naționale          |        |    |    |    |   | 2   |
| 2014 | Grand Prix Ungaria              |        | 1  |    | 1  |   | 1   |
| 2015 | Cupa Mondială Cottbus           |        |    |    | 4  |   | 6   |
| 2015 | Cupa Mondială Ljubljana         |        |    |    | 4  | 6 | 4   |
| 2015 | Cupa Mondială Anadia            |        |    |    | 4  |   | 1   |
| 2015 | Gimnastică la Jocurile Europene | 9      | 7  |    |    |   |     |